# Come Home
„Come Home” – piosenka amerykańskiej grupy pop-rockowej OneRepublic z albumu Dreaming Out Loud. Utwór został napisany i wyprodukowany przez wokalistę zespołu Ryana Teddera.
w 2009 roku piosenka została nagrana z gościnnym udziałem Sary Bareilles i wydana 14 lipca 2009 roku jako piąty i ostatni singel promujący Dreaming Out Loud. Utwór zadebiutował na poz. 80. na Billboard Hot 100. Na liście znajdował się tylko przez tydzień z powodu braku promocji utworu.
Piosenka "Come Home" została wykorzystana w odcinkach seriali "Plotkara", "Dowody zbrodni" oraz "Pamiętniki wampirów".

## Odbiór utworu
"Come Home" to fortepianowa pop-rocowa ballada o tekście proszącym "Wracaj do domu, wracaj". Niektórzy recenzenci uznali, że piosenka ma podtekst polityczny –  jest apelem o odwołanie amerykańskich żołnierzy. Piosenka została napisana przez Ryana Teddera o jego przyjacielu – żołnierzu, który służył za granicą.  Sara Bareilles napisała na swojej stronie internetowej:

Byłam zaszczycona, kiedy Ryan poprosił mnie o zaśpiewanie tego utworu. Opowiedział mi również bardzo sentymentalną historię o swoim przyjacielu, który służył w wojsku, jego narzeczonej w domu, ich zmaganiach, aby przejść przez ten bardzo trudny okres. To naprawdę mnie dotknęło. On [Ryan] napisał piękna piosenkę, która jest zarówno pełna nadziei jak i smutna i czuję się szczęśliwa, że byłam tego częścią

Nick Levine z DigitalSpy napisał, że piosenka wyróżnia się na albumie Dreaming Out Loud jako utwór oferujący zmianę tempa wśród wielu podobnie brzmiących utworów. Bloger The Reflective Inklings w cyklu: Piosenka Tygodnia chwalił połączenie głosów Teddera i Bareilles zauważając, że ich nagranie to "odświeżenie" już dobrej piosenki. W recenzjach Sputnik Music oraz About.com również wyróżniono "Come Home" jako utwór, który na koniec ("Come Home" to ostatni utwór na płycie) "dodaje albumowi trochę życia".

## Lista utworów
Digital download
- Come Home (wersja albumowa) – 4:27
- Come Home (z Sarą Bareilles) – 4:18

## Pozycje na listach
| Notowanie (2009)              | Max. pozycja |
| ----------------------------- | ------------ |
| USA (Billboard Hot 100)       | 80           |
| USA (Billboard Digital Songs) | 48           |